# Marchand de feuilles
Marchand de feuilles est une maison d'édition fondée en 2000 par Mélanie Vincelette une « jeune entrepreneure qui a l'audace des chercheurs d'or. ». Chef de file du changement de garde du monde de l'édition du début des années 2000 Marchand de feuilles est « derrière deux des plus grands succès littéraires des dernières années au Québec, La fiancée américaine d'Éric Dupont et La femme qui fuit d'Anaïs Barbeau-Lavalette. » La maison d'édition propose une littérature nord-américaine en français. Thrillers gastronomiques ou botaniques, romans pour mordus de vélo, histoires d'amour qui font voyager dans les routes en lasso de la géographie du cœur, les livres Marchand de feuilles proposent des auteurs émergents. Distribué par Socadis et diffusé par Hachette Canada, Marchand de feuilles a publié plus d'une centaine d'auteurs depuis sa fondation.

## Publications

### Romans
- La fiancée américaine par Éric Dupont (Prix des libraires du Québec, Prix des collégiens, Finaliste au Prix des Cinq Continents)
- La femme qui fuit par Anaïs Barbeau-Lavalette (Prix des libraires du Québec 2016, Grand prix du livre de la ville de Montréal, prix France-Québec)
- Voleurs de Sucre par Eric Dupont (prix Senghor 2006)
- Le phyto-analyste par Bertrand Busson (prix Archambault 2014)
- Sèna par Françoise de Luca (finaliste au prix du Gouverneur Général 2015)
- Traité des peaux (finaliste au prix des Cinq Continents 2015 et au Prix du gouverneur général 2015)
- Attends-moi par Arjun Basu (finaliste au prix Giller 2015)
- Journal d'un étudiant en histoire de l'art par Maxime Olivier Moutier
- Douce détresse d'Anna Leventhal (traduction Daniel Grenier)
- Les filles peintes par Cathy Marie Buchanan
- L'Angoisse du paradis, par Yann Fortier (Prix de la première œuvre littéraire francophone 2016)
- Né pour être vivant, par Yann Fortier
- Dans sa bulle par Suzanne Myre
- Le Jardin sablier par Michèle Plomer (mention spéciale du jury, prix Anne-Hébert 2008[3])
- Un vélo dans la tête par Mathieu Meunier
- Le géranium par Mélanie Tellier (prix TD 2013, finaliste au Prix du gouverneur général)

## Essais
- Maquillée par Daphné B. (Gagnante du Prix des libraires 2021)